# ایلیوشین ایل-۱۰۳
ایلیوشین-۱۰۳ (به انگلیسی: Ilyushin Il-103) یک هواپیمای ساختِ کارخانهٔ ایلیوشین در کشور اتحاد جماهیر سوسیالیستی شوروی و روسیه است. نخستین استفاده‌کنندهٔ این هواپیما نیروی هوایی جمهوری کره بوده‌است. این هواپیما در ۱۷ مه ۱۹۹۴ میلادی نخستین پرواز خود را انجام داد.